# ایتالیا در المپیک تابستانی ۱۹۶۸

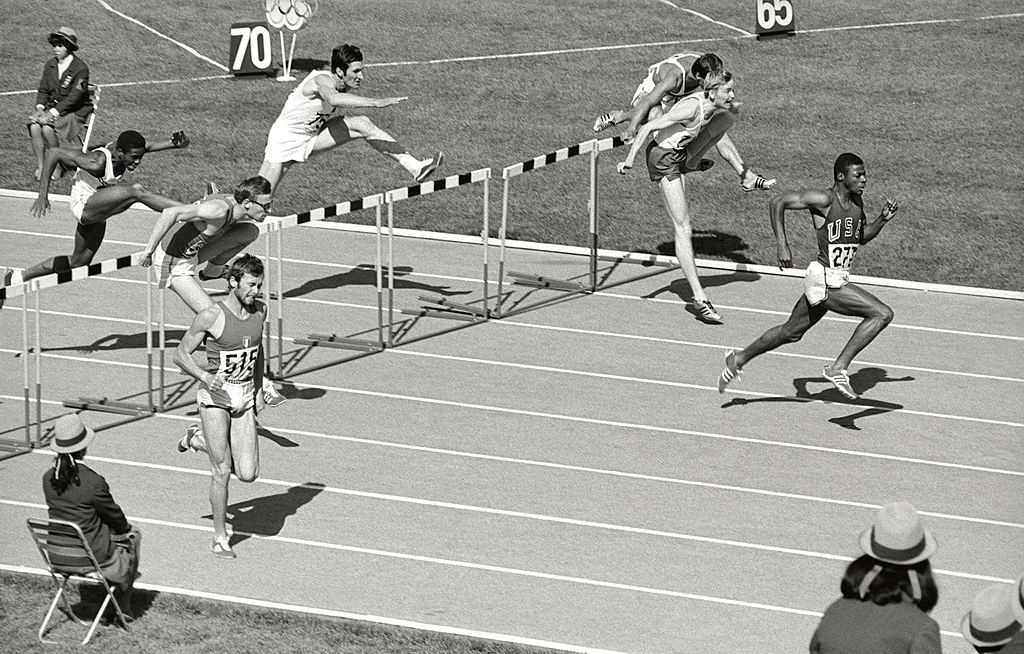
بازی دو با مانع که در مکزیک برگزار شد

ایتالیا در بازی‌های المپیک تابستانی ۱۹۶۸ که در شهر مکزیکو سیتی مکزیک برگزار شد، کاروان ایتالیا با ۱۶۷ ورزشکار در این رقابت‌ها شرکت کرد و موفق به کسب ۱۶ مدال (۳ طلا، ۴ نقره، ۹ برنز) شد. در جدول رتبه‌بندی توزیع مدال‌ها، ایتالیا در ردهٔ ۱۳ مسابقات قرار گرفت.